# Felice Vecchione
Felice Vecchione (* 22. Januar 1991 in Waiblingen) ist ein deutsch-italienischer Fußballspieler.

## Karriere
Er spielt in der Jugend des VfB Stuttgart. Sein Profidebüt gab Vecchione am 20. November 2009 am 17. Spieltag der Saison 2009/10 für den VfB II in der 3. Profi-Liga gegen den FC Ingolstadt 04.
Am 3. Februar 2012 verlängerte Vecchione seinen Vertrag mit dem VfB Stuttgart bis Ende Juni 2013. Am Ende der Saison 2012/13 wurde er von den Stuttgartern offiziell verabschiedet. Am 31. Juli 2013 wechselte Vecchione zur SG Sonnenhof Großaspach. Mit dieser stieg er in der Spielzeit 2013/14 in die 3. Liga auf.